# Bengalia subnitida
Bengalia subnitida är en tvåvingeart som beskrevs av James 1964. Bengalia subnitida ingår i släktet Bengalia och familjen spyflugor.
Artens utbredningsområde är Nepal. Inga underarter finns listade i Catalogue of Life.